# Bojary (sielsowiet Słoboda)
Bojary (biał. Баяры) – wieś na Białorusi, w obwodzie witebskim, w rejonie miadzielskim, w sielsowiecie Słoboda.

## Historia
W czasach zaborów w gminie Żośna, w powiecie wilejskim, w guberni wileńskiej Imperium Rosyjskiego.
W latach 1921–1945 wieś leżała w Polsce, w województwie wileńskim, w powiecie duniłowickim, od 1926 w powiecie postawskim, w gminie Żośno.
Według Powszechnego Spisu Ludności z 1921 roku zamieszkiwało tu 295 osób, 280 było wyznania rzymskokatolickiego a 15 prawosławnego. Jednocześnie 265 mieszkańców zadeklarowało polską przynależność narodową, 30 białoruską. Było tu 56 budynków mieszkalnych. W 1931 w 57 domach zamieszkiwało 296 osób.
Wierni należeli do parafii rzymskokatolickiej w Wesołusze i prawosławnej w Żośnie. Miejscowość podlegała pod Sąd Grodzki w Miadziole i Okręgowy w Wilnie; właściwy urząd pocztowy mieścił się w Słobodzie Żośniańskiej.
Po agresji ZSRR na Polskę w 1939 roku wieś znalazła się w granicach BSRR. W latach 1941–1944 była pod okupacją niemiecką. Od 1945 leżała w BSRR. Od 1991 roku w Republice Białorusi.